# Dave Jones (football)
Pour les articles homonymes, voir David Jones et Jones.
David Robert Jones, dit Dave Jones (né le 17 août 1956 à Liverpool, Angleterre) est un footballeur anglais. Après la fin de sa carrière professionnelle, il poursuit une carrière d'entraîneur.

## Biographie

### Entraîneur
C'est aux côtés de Bryan Griffiths que Dave Jones commence sa carrière d'entraîneur lors de la saison 1986-1987 à Southport, club qu'ils quittent en même temps peu après.

#### Stockport
En juillet 1990, il est nommé entraîneur des jeunes joueurs du club de Stockport County. Il reste à ce poste plusieurs années et accède à la tête de l'équipe première en mars 1995, à la suite du départ de l'entraîneur uruguayen Daniel Bergara. Lors de sa deuxième saison (1996-1997), il parvient à faire monter l'équipe en deuxième division.

#### Southampton
Les bons résultats obtenus par Jones à Stockport attirent l'attention des dirigeants de Southampton qui lui proposent de prennent les rênes de l'équipe de Premier League. Lors des deux premières saisons, l'équipe termine à la 12e puis à la 17e place au classement. Mais, alors que la saison 1999-2000 débute, éclate une affaire qui va entacher la réputation de Jones.

##### L'affaire des abus
Entre 1986 et 1990, Dave Jones est employé comme travailleur social dans un foyer d'enfants en difficulté à Formby, dans le Merseyside. En 1999, une enquête est ouverte pour de présumés abus sexuels sur mineurs durant cette période. Au mois de juin de cette année, Jones est convoqué en tant que témoin mais, après s'être présenté à la police, il est arrêté et interrogé, puis relâché sans aucune charge à son encontre. Pourtant, le 27 septembre 1999, il est inculpé de 9 charges  donc agression sur jeunes garçons et cruauté envers des mineurs. Il rejette avec véhémence toutes ces accusations et comparaît le 2 novembre 1999 devant la cour du Merseyside, plaidant non coupable. L'affaire est renvoyée devant le tribunal de Liverpool en décembre 2000. Durant cette période, le club de Southampton qui l'emploie suspend son contrat en attendant la conclusion de l'affaire et nomme Glenn Hoddle entraîneur à sa place. Lorsque son procès s'ouvre à Liverpool, le contrat de Jones est rompu et l'ex-entraîneur est dès lors sans emploi.
Des 21 charges retenues contre lui, on passe progressivement à 14 alors que deux victimes présumées retirent leur plainte. Un autre témoin refusant d'apporter des preuves à ses accusations, le tribunal finit par déclarer Dave Jones non coupable. Selon le verdict, le juge s'adressant à Jones déclare : « Aucune mauvaise conduite de quelque sorte vous concernant n'a pu être établie. » Il apparaîtra ultérieurement qu'une des victimes présumées avait porté plainte dans l'espoir de toucher des indemnités.
En mars 2002, dans une interview à The Independent, Dave Jones crie sa colère à la suite de cette affaire. Son père étant décédé peu de temps après le procès, il lance alors : « Ils ont tué mon père. Honnêtement, je le crois. » Cette affaire a depuis laissé une plaie en Jones au point qu'il publie en juin 2009 un livre intitulé No Smoke No Fire (« Pas de fumée, pas de feu ») pour « raconter l'histoire remarquable de la façon dont il a pu laver son nom », ouvrage dont le site Internet officiel de Cardiff City fait la promotion à sa sortie.

#### Cardiff City
Le 25 mai 2005, Jones est nommé manager du club gallois de Cardiff City à la place de Lennie Lawrence qui reste toutefois six mois supplémentaires en tant que consultant. L'arrivée de Jones se situe à un moment crucial de l'existence du club qui est alors criblé de dettes à hauteur de 30 M£ et mal en point en championnat, ayant fini quatre places au-dessus de la zone de relégation en deuxième division. La situation empêche le nouvel entraîneur de recruter comme il l'entend. Pourtant, sportivement, les choses vont aller en s'améliorant. Dès la première saison avec Jones à sa tête, l'équipe se stabilise au milieu du classement et monte progressivement, jusqu'à atteindre, à l'issue de la saison 2009-2010, une quatrième place au classement général qui voit l'équipe jouer les play-offs pour l'accession en Premier League ainsi qu'une finale de Coupe d'Angleterre en 2008.
Après des mois de novembre et décembre 2010 catastrophiques, qui voient Cardiff City passer de la première à la cinquième place du classement de Championship, des voix s'élèvent pour demander la démission de Jones, comme celle de Nathan Blake, ancien international gallois. L'entraîneur conserve pourtant le soutien de ses joueurs. Jay Bothroyd est un de ses soutiens fervents. Mais à la fin de la saison, le club échoue en demi-finale des play-off contre Reading. À cette occasion, le club est sévèrement battu à domicile 0-3 et les critiques fusent. En fin de compte, le 30 mai 2011, le site Internet officiel du club annonce le départ de son entraîneur. Il est remplacé, le 17 juin suivant, par l'Écossais Malky Mackay.

## Statistiques
Le tableau ci-dessous présente les statistiques d'entraîneur de Dave Jones.
| Club entraîné    | Du             | Au                | Matchs | Victoires | Nuls | Défaites | Pourcentage de victoires |
| ---------------- | -------------- | ----------------- | ------ | --------- | ---- | -------- | ------------------------ |
| Stockport County | 1er août 1995  | 23 juin 1997      | 117    | 57        | 32   | 28       | 48,7 %                   |
| Southampton      | 23 juin 1997   | 27 janvier 2000   | 113    | 37        | 22   | 54       | 32,7 %                   |
| Wolverhampton    | 3 janvier 2001 | 1er novembre 2004 | 187    | 75        | 52   | 60       | 40,1 %                   |
| Cardiff City     | 25 mai 2005    | 30 mai 2011       | 311    | 132       | 82   | 97       | 42,4 %                   |

## Palmarès

### En tant que joueur
- Everton
  - Finaliste de la Coupe de la Ligue : 1977
- Seiko SA
  - Vainqueur du championnat de Hong Kong : 1981 et 1983
  - Vainqueur de la Coupe de Hong Kong : 1981

### En tant qu'entraîneur
- Stockport County
  - Vice-champion de division 3 : 1997
- Wolverhampton
  - Vainqueur des barrages de division 2 : 2003
- Cardiff City
  - Finaliste de la Coupe d'Angleterre : 2008
  - Finaliste des barrages de division 2 : 2010

Récompenses personnelles
- Entraîneur du mois de la Division 2 : août 2006[16], janvier 2008[17], octobre 2008[18], octobre 2009[19] et octobre 2010[20]
- Entraîneur du mois de la Division 3 : février 2012[21]